# Ancien combattant
Pour la chanson, voir Ancien combattant (chanson).
 (septembre 2022).
La qualité d’ancien combattant est un statut juridique reconnu par les autorités militaires et civiles d'un pays à toute personne ayant servi sous son autorité lors d'une guerre. Il donne droit à certains avantages et à une pension de retraite bonifiée.
L'expression se distingue de celle de vétéran qui désigne, en France, dans son sens militaire, tout soldat ayant de longs états de service. Aux États-Unis en revanche ce dernier mot (veteran) désigne un individu qui a participé sous l'uniforme à un conflit armé, quelle qu'en ait été la durée, et qui a survécu à celui-ci.

## Présentation

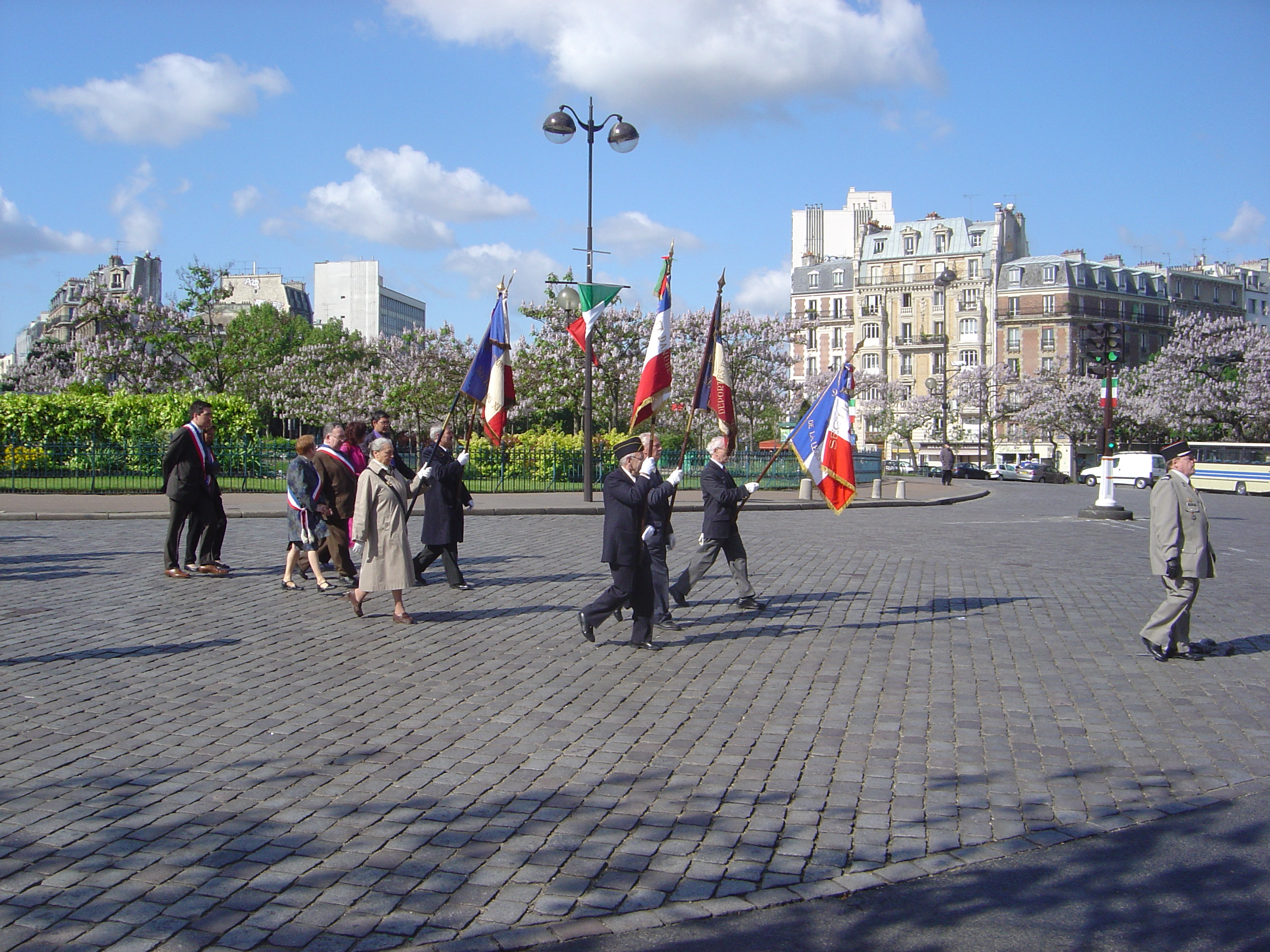
Anciens combattants de la Seconde Guerre mondiale à Paris le 8 mai 2005.

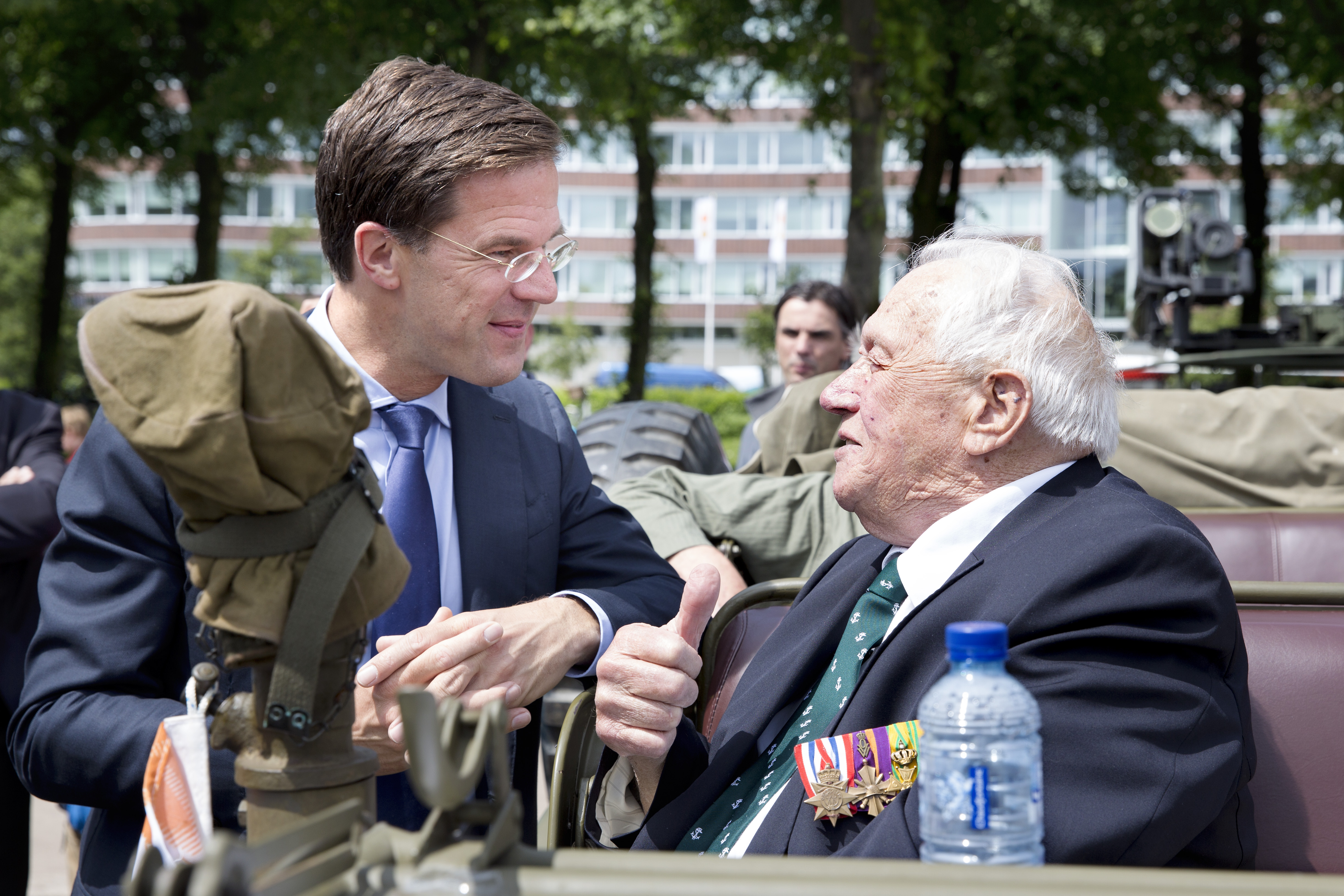
Le Premier ministre des Pays-Bas, Mark Rutte, parlant avec un vétéran, en 2013.

Le statut d'ancien combattant est accordé sous certaines conditions relatives à la nature du conflit (il faut que le pays soit officiellement impliqué dans le conflit), à la qualité du service (il faut être officiellement mobilisé ou en service commandé) et à la durée de la présence sur le théâtre des hostilités (en France, il est exigé au moins cent vingt jours de présence). Ce statut donne droit, selon les pays, à des avantages divers en reconnaissance du service rendu à la patrie et des dommages subis. Il peut s'agir d'une allocation de retraite ou d'invalidité mensuelle et viagère, ou d'abattements sur les cotisations fiscales.
Dans l'hémisphère occidental et dans les autres pays ayant pris part à ces conflits, les commémorations anniversaires de la fin des hostilités des deux Guerres mondiales, respectivement le 11 novembre et le 8 mai, ainsi que l'anniversaire du débarquement de Normandie, le 6 juin, sont les principales occasions de mettre en avant les anciens combattants, leur histoire et leurs témoignages dans le cadre du devoir de mémoire. Cette transmission de la mémoire de l'époque s'est étendue au cadre scolaire, dans lequel des anciens combattants ont été invités à témoigner, ou sont allés témoigner spontanément, sur les événements qu'ils ont vécus. Dans ce contexte, les 26 et 27 octobre 2006 ont lieu à Paris, à l'initiative du gouvernement français, les premières Journées internationales de la mémoire partagée, visant à étendre à une échelle internationale la reconnaissance des anciens combattants et à faciliter la communication du souvenir entre ces derniers et les jeunes générations.
Selon le Bureau du recensement des États-Unis, en 2000, les États-Unis comptaient plus 26,4 millions de Vétérans; en 2010, on en compte 22,1 millions et 21,2 millions en 2012. En France, du fait de leur diversité, l’évaluation précise du nombre de ressortissants de l'Office national des anciens combattants et victimes de guerre (ONAC-VG) a longtemps été lacunaire. En 2014, un rapport du Contrôleur général des armées Jean Tenneroni (Évaluation du nombre de ressortissants de l’ONAC-VG : bilan et perspectives, 18 juin 2014) est venu fournir des projections sur dix ans évaluant le déclin démographique qui touche le monde combattant:
| Évolution prospective du nombre de ressortissants de l’Onac entre 2013 et 2023 (source :Évaluation du nombre de ressortissants de l’Onac-VG : bilan et perspectives, rapport du CGA Jean Tenneroni du 18 juin 2014) | 2013      | 2018      | 2023      | Évolution |
| Anciens combattants : titulaires de la carte du combattant ou du titre de reconnaissance de la Nation | 1 419 300 | 1 187 400 | 922 400   | - 35 %    |
| Invalides de guerre (hors anciens combattants) : titulaires d’une pension militaire d’invalidité (PMI) ou d’une pension de victime civile (PVC)                                                                     | 131 500   | 93 000    | 64 200    | - 51 %    |
| Total des ayants droit (anciens combattants et invalides de guerre) | 1 550 800 | 1 280 400 | 986 600   | - 36,4 %  |
| Ayants cause des titulaires d’une PMI ou d’une PVC | 80 200    | 72 300    | 45 800    | - 42,9 %  |
| Veuves de ressortissants | 1 128 400 | 799 500   | 655 300   | - 41,9 %  |
| Orphelins de guerre | 222 700   | 200 600   | 147 100   | - 33,9 %  |
| Total des ayants cause (conjoints, orphelins, ascendants) | 1 431 300 | 1 072 400 | 848 200   | - 40,7 %  |
| Total des ressortissants de l’ONAC VG | 2 984 100 | 2 352 800 | 1 834 800 | - 38,5 %  |

## France

### Origines

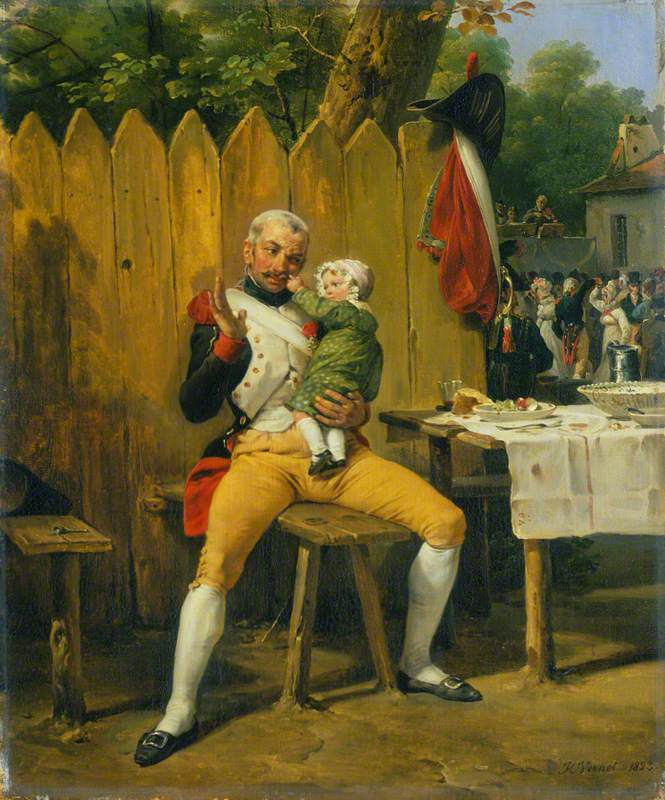
Le Vétéran à la maison
Horace Vernet, 1823
Wallace Collection, Londres

En France après 1815, sous les Bourbons restaurés, de nombreux vétérans des armées de Napoléon Ier étaient dans un grand état de détresse. C'était une question politique importante. Le peintre Horace Vernet a produit de nombreuses scènes montrant des vétérans sous un jour bienveillant. Dans le tableau La Paix et la Guerre, daté de 1820, Vernet dépeint le soldat laboureur comme un fermier pacifique, mais aussi comme un héros soucieux de l'honneur et du prestige associés aux événements militaires de l'époque napoléonienne. Dans la France du XIXe siècle, l’accent mis par le sujet sur les liens entre l’armée et la paysannerie devait avoir une résonance particulière, en particulier pour les bonapartistes qui mettaient l’accent sur les aspects populaires de la domination de Napoléon. Le tableau fait partie de ceux rejetés au Salon de Paris de 1822 pour des raisons politiques, mais exposés avec grand succès chez Vernet la même année.

### Histoire des associations françaises d'anciens combattants
Il existe dès avant la guerre de 1870 quelques associations regroupant des anciens combattants. Mais il s’agit principalement d’amicales régimentaires, et également de structures plus spécialisées, comme la société des médaillés de Sainte-Hélène. Les associations d'anciens combattants à proprement parler n'existent pas encore.
Le 12 mars 1872, une première association d'anciens combattants est constituée à Paris à partir d'un groupe d'anciens combattants parisiens de la guerre de 1870, les « Francs-Tireurs des Ternes » : elle prend le nom de « Société des Volontaires 1870-1871 ». La SV est actuellement la plus ancienne de toutes les associations d'anciens combattants existant en France. Toujours active, elle porte désormais le nom de « Société des Volontaires 1870-71, 1914-18, 1939-45, Résistance, T.O.E., A.F.N., Missions extérieures et anciens combattants »,, et a élargi son recrutement à tous les appelés ou à ceux ayant devancé l’appel, aux volontaires service long, aux engagés, aux réservistes sous contrat ou citoyens, aux pompiers, gendarmes, policiers… Son emblème est une branche de houx.
Dans les années 1880 et 1890, d'autres associations d'anciens combattants de la guerre franco-allemande de 1870 voient le jour comme « L’Union fraternelle des anciens défenseurs de la patrie » et la « Fédération des anciens combattants de 1870-1871 » qui sont parmi les plus importantes en effectifs.
En 1888 est créée à Marseille par des anciens combattants mutilés de la guerre de Crimée, de la guerre de 1870 et des guerres dites coloniales, une association sous le nom de « Union Fraternelle des Anciens militaires blessés, gratifiés de réforme n°1 », devenue en 1894 la « Fédération nationale des anciens militaires blessés, gratifiés et réformés n°1 ». En 1918, André Maginot en devient son président jusqu’à sa mort en 1932. En 1933, elle prend le nom de « Fédération nationale des mutilés victimes de guerre et anciens combattants ». En 1953, la Fédération prend le nom de : « Fédération Nationale André Maginot » (FNAM). Elle rassemble en 2024  près de 225 groupements répartis sur tout le territoire, et compte 180 000 adhérents représentant le monde combattant français des guerres 39-45, Indochine, Corée, Algérie, combats de Tunisie, Maroc et des opérations extérieures, mais aussi des associations patriotiques, des membres des forces de sécurité (police, sapeurs-pompiers, protection civile).
En janvier 1893 est créée la « Société des vétérans des armées de terre et de mer 1870-1871 ». Dans les années 1900, elle est désormais devenue la plus importante en effectifs et la plus influente de toutes les associations d'anciens combattants. Elle a fait le choix d’accueillir en son sein à la fois des vétérans de 1870-1871 mais aussi tous ceux qui ont accompli leur service militaire (appelés sociétaires). Comptant 32 000 adhérents en 1898, elle compte en 1905 pas moins de 282 155 membres dont 137 354 survivants de 1870-1871 : c’est son année la plus faste. Elle intègre ensuite également les poilus de 14-18. Elle édite un bulletin : Le Vétéran. Elle disparaît avec la Seconde Guerre mondiale.
De très nombreuses associations sont fondées durant et après la Première Guerre mondiale, selon des critères militaires, médicaux, professionnels, politiques, religieux, géographiques. Les premiers groupements rassemblent des mutilés, tels l'Association générale des mutilés de la guerre (AGMG, 1915) ou l'Union nationale des réformés et mutilés (UNMR, 1917) tandis que des amicales locales se forment et que des journaux dédiés apparaissent, comme le Journal des mutilés et réformés (1916). Les deux principales fédérations d'AC de la Grande Guerre sont l'Union fédérale des associations françaises d'anciens combattants (UF), fondée en 1917, et l'Union nationale des combattants (UNC) fondée après l'armistice, en 1918-1919. Ces deux associations deviennent rapidement les deux plus importantes en effectifs, surtout après l'octroi de la retraite du combattant en 1930 par le gouvernement : 950 000 membres pour l'UF et 850 000 membres pour l'UNC dans la seconde moitié des années 30.
Apparaissent aussi les Poilus d'Orient, l'Association républicaine des anciens combattants (ARAC, 1917, socialiste puis communiste), la Ligue des chefs de section (1919, nationaliste), la Fédération nationale des combattants républicains (FNCR, AC de gauche, 1922) d'André Jacques Fonteny, la Ligue des Droits du religieux ancien combattant (DRAC, 1924), la Ligue des prêtres anciens combattants (PAC, 1924) de l'abbé Daniel Bergey, l'Union des Aveugles de guerre (décembre 1918), l'Union des Blessés de la Face et de la Tête (« Gueules cassées ») du colonel Yves Picot (1921), la Ligue nationale des gazés et blessés du poumon, l'Association des mutilés des yeux, la Fédération nationale des amputés de guerre, la Fédération nationale des anciens prisonniers de guerre (1921), l'Association des écrivains combattants (1919), la Fédération nationale des A.C.N.P (anciens combattants non pensionnés,  1931), etc.
Outre la création de nombreuses associations françaises d'anciens combattants de 14-18, est également créée à Paris le 28 novembre 1920 la Fédération interalliée des anciens combattants (FIDAC), et dont l'initiative revient à Hubert Aubert de l'Union nationale des combattants (UNC) en France, et Charles Bertrand, secrétaire général de l'UNC et député du Parlement français. Ils ont l’idée de grouper des associations des vétérans créées après la fin de la Première Guerre mondiale dans les différents pays alliés dans une fédération internationale dont le but est de promouvoir la paix, de renforcer l’esprit de fraternité initiée sur le champ de bataille et d’aider les blessés, handicapés, veufs, orphelins de guerre, anciens combattants et aussi de commémorer les héros tombés au combat.
L'historien Antoine Prost a montré l'importance numérique, sociale et politique dans l'entre-deux-guerres, aux échelles nationale et locale des associations d'AC. Malgré leur diversité, les anciens combattants de la Première Guerre mondiale partagent un « esprit combattant » à la fois patriote et pacifiste, hostile aux divisions politiques,. Après les États généraux de la France meurtrie tenus à Versailles en novembre 1927,, une Confédération nationale des anciens combattants et victimes de guerre est formée, animée notamment par son secrétaire général, Georges Rivollet, cadre de l'UNMR.
Les Croix-de-Feu, groupe d'extrême droite, sont créées en 1927 sous la forme d’une association d’anciens combattants, bien que le recrutement soit élargi par la suite.
Le groupe parlementaire des anciens combattants réunit à la Chambre des députés 267 membres en 1929. Des ministres et parlementaires sont dans l'entre-deux-guerres des anciens combattants, parfois mutilés ou invalides tels Jean Taurines, Xavier Vallat, Élie Bloncourt, Georges Scapini ou Léon Thébault (aveugles de guerre pour les deux derniers), parfois dirigeants d'associations d'AC, nationales tels André Maginot, Jean Goy, Jean Desbons, Georges Rivollet, Yves Picot, Georges Scapini, l'abbé Bergey, Gaston Vidal, Charles Bertrand, Camille Planche, Auguste Brunet, Henri Chatenet ou locales comme en Lorraine Gaston Rogé, l'abbé Lucien Polimann, Louis Gaillemin, Jean Leroy, Marcel Arnould, etc. De futurs parlementaires ont été à leurs débuts des figures du monde combattant, tel Adrien Tixier, cofondateur et vice-président de l'UF.
Lors de la crise du 6 février 1934, les associations d'anciens combattants jouent un rôle central. Non seulement à l'appel des ligues d'extrême droite comme les Croix-de-Feu, mais aussi de l'UNC et même de l'ARAC. Sur les 30 000 à 50 000 manifestants, une bonne majorité sont des anciens combattants.
Le régime de Vichy unifie le monde combattant (AC de la Grande Guerre et des années 1939-1940) avec la création en août 1940 de la Légion française des combattants mais les Allemands interdisent sa mise en place en zone occupée.
Avec l'accord des fédérations nationales d'AC, le Gouvernement provisoire de la République française institue en mai 1945 une nouvelle confédération, l'Union Française des Associations de Combattants et de Victimes de Guerre (UFAC), déclarée seule habilitée pour intervenir auprès des pouvoirs publics. René Cassin, de l'UF, est son président d'honneur et Léon Viala, qui préside l'UF, son premier président,. L'UFAC rassemble les associations fondées avant la Seconde Guerre mondiale, qui existent toujours, et de nouvelles fédérations : adhèrent en 1947 la Fédération nationale des déportés et internés résistants et patriotes (FNDIRP) ; en 1972 la Fédération Nationale des Combattants, Prisonniers de Guerre et Combattants d'Algérie-Tunisie-Maroc (FNCPG/CATM), issue de la Fédération Nationale des Prisonniers de Guerre fondée en 1945 et que les anciens d'Afrique du Nord (CATM) ont intégrés en 1963 ; et en 1973 la Fédération nationale des anciens combattants en Algérie (FNACA), principale fédération des anciens soldats ayant servi durant la guerre d'Algérie.
L'UFAC, tout comme l'UNC, est membre de la Fédération mondiale des anciens combattants (FMAC), une organisation internationale fondée en 1950 à Paris et regroupant près de 180 associations d'anciens combattants du monde entier.

### Associations françaises d'anciens combattants aujourd'hui
Les associations d'anciens combattants sont identifiées dans le Registre national des associations (RNA) tenu à jour par le ministère de l'Intérieur sous un code spécifique qui permet, pour l'année 2020, de fixer à 16 905 le nombre d'associations, fédérations et unions régulièrement déclarées, et pour lesquelles  aucune information spécifique de cessation d'activité n'a été portée à la connaissance des services préfectoraux. Ce chiffre peut être comparé à l'état des lieux établi par M. Hamlaoui Mékachéra en 2010, qui dénombrait 22 580 associations. La diminution en 10 ans est donc sensible (-25 %), et est cohérente avec la baisse concomitante du nombre d'anciens combattants lui-même (-30 à 40 % hors OPEX). En pratique, cette évolution du nombre déclaré d'associations masque un phénomène massif de cessation non déclarée d'activité, en particulier pour les très petites associations sans patrimoine. Interrogés en 2014 par le Contrôle général des armées (CGA), les services départementaux de l'ONAC-VG n'ont pu fournir d'informations que sur 2 898 associations implantées dans les territoires, dont 174 seulement étaient connues de l'administration centrale.
Les principales associations d'anciens combattants  actives en France en 2020 sont :
- la Fédération nationale des anciens combattants en Algérie, Maroc et Tunisie (FNACA)[35] avec environ 370 000 membres cotisants en 2006, 280 000 membres en 2020[36] ; 245 000 membres en 2022[37], 177 000 membres en 2025[38].
- l'Union nationale des combattants (UNC)[39] avec environ 150 000 membres en 2017.
- la Fédération nationale des combattants, prisonniers de guerre et combattants d'Algérie, Tunisie, Maroc (FNCPG-CATM)[40] avec environ 110 000 membres en 2020[41].
- l'Union Fédérale des Associations Françaises d'Anciens Combattants (UF)[42] avec environ 80 000 membres en 2017, 65 000 membres en 2021[43].
- l’Association républicaine des anciens combattants (ARAC) avec environ 75 000 membres en 2020.
- la Fédération nationale des combattants volontaires (FNCV)[44] avec environ 7 000 membres en 2017[45].
- l'Union nationale des anciens combattants d'Indochine, des territoires extérieurs et d'Afrique du Nord (UNACITA), avec 6 000 membres en 2017[46].
- l'Association nationale des croix de guerre et de la valeur militaire (ANCGVM)[47] avec environ 2 500 membres[48].
- l'Association des Combattants de l'Union française (ACUF)[49].
- le Cercle national des combattants (CNC), avec environ 1 500 adhérents en 2014[50].
- la Société des Volontaires de 1870-71, 1914-18, 1939-45, Résistance, T.O.E., A.F.N. et Missions extérieures, avec 900 membres en 2012[51].
- la Fédération nationale des anciens combattants résidant hors de France (FACS)[52].
- l'Association nationale des titulaires du titre de reconnaissance de la nation (ANT-TRN)[53].
- l'Union Nationale des Associations de Déportés et Internés de la Résistance et Familles (UNADIF-FNDIR)[54].
- la Fédération Nationale des Déportés et Internés, Résistants et Patriotes (FNDIRP).
- l'Union des blessés de la face et de la tête (UBFT) - Les Gueules cassées, comptant 6 000 membres en 2020, 3 000 membres en 2024[55].

Par ailleurs, il existe également plusieurs associations regroupant spécifiquement des anciens combattants ayant participé aux opérations extérieures (OPEX) après 1962 (Liban, Tchad, guerre du Golfe, ex-Yougoslavie, Kosovo, Côte-d'Ivoire, Afghanistan, Mali, etc.), à savoir :
- la Fédération nationale des anciens des missions extérieures et opérations extérieures (FNAME-OPEX), créée en 1985[56] avec 6 500 membres en 2020[57].
- l'Association nationale des participants aux opérations extérieures (ANOPEX)[58], créée en 2011, regroupant 2 300 membres en 2021[59].
- la Fédération nationale des Vétérans OPEX-ONU-OTAN-France, créée en 2016[60].

Il existe enfin deux grandes fédérations nationales fédérant chacune plusieurs centaines d'associations d'anciens combattants : 
- la Fédération nationale André Maginot (FNAM), regroupant en 2024 près de 240 associations nationales et locales d'anciens combattants, représentant près de 180 000 membres[61].
- l'Union Française des Associations de Combattants et de Victimes de Guerre (UFAC), regroupant en 2024 près de 26 associations nationales d'anciens combattants et 82 Unions départementales d'anciens combattants[62],[63], et comptant environ 630 000 membres en 2020.

Notons ici le rôle soutenant que ces types d'association ont pour les anciens combattants en termes de soutien social. 

### Statut
Il existe en France deux titres accordant le statut d'ancien à leur titulaire, et un troisième qui s'en approche sans pour autant donner accès à la totalité des droits afférents :
- Carte du combattant.
- Carte du combattant volontaire de la Résistance.
- Le titre de reconnaissance de la Nation est voisin du statut d'ancien combattant, mais les droits accordés sont moins étendus. Il est attribué aux militaires et civils ayant participé durant 90 jours au moins aux conflits armés majeurs conduits par la France et ses forces armées[65]. Aux yeux de l'Office national des anciens combattants et victimes de guerre, il assimile son détenteur au statut d'ancien combattant, sans toutefois pouvoir prétendre ni à la retraite du combattant, ni à la demi-part fiscale associée à la détention de la carte du combattant à partir de l'âge de 74 ans. En revanche il est possible à son détenteur de souscrire à la Retraite mutualiste du combattant (RMC) et de demander à bénéficier du drapeau tricolore sur son cercueil.

En 2016, l'Office national des anciens combattants et victimes de guerre (ONACVG) dénombrait trois millions de ressortissants de ses services (anciens combattants et veuves d'ancien combattant, pupilles de la Nation, orphelins de la déportation juive durant la Seconde Guerre mondiale et victimes des spoliations antisémites, harkis et leurs veuves...) dont 1,2 million sont titulaires de la carte du combattant (soit 170 000 au titre de la Seconde Guerre mondiale ou de la guerre d'Indochine et un million de la guerre d'Algérie).

### Carte du combattant

#### Origine et critères d'attribution actuels
La carte du combattant est créée en 1926 en se fondant sur le droit à réparation reconnu aux anciens combattants et aux victimes civiles de guerre, voté le 31 mars 1919 par le Parlement français juste après la Première Guerre mondiale.
La carte du combattant est accordée via les services départementaux de l'ONAC à tout ancien combattant qui justifie de cent vingt jours de présence dans une unité militaire reconnue comme combattante par le ministère de la Défense ou de présence dans une unité ayant connu au moins neuf actions au feu, ou de blessures ou maladies reçues dans le service, si l'unité est reconnue comme combattante, ou de blessures reconnues comme blessures de guerre par le ministère de la Défense ou d'une détention d'au moins quatre vingt dix jours à l'ennemi.
Depuis le 1er octobre 2015, toute personne ayant participé à une ou des opérations extérieures dans une unité reconnue comme combattante pour un total de cent vingt jours (consécutifs ou non) peut se voir attribuer la carte du combattant (texte élargissant l'attribution de la carte du combattant, loi de finances 2015 votée le 30 octobre 2014 par l'Assemblée nationale).

#### Droits ouverts aux titulaires de la carte du combattant
Cette carte donne droit à la retraite du combattant, insaisissable et non imposable. Celle-ci se monte à 782,60 € par an au 1er janvier 2022. Son calcul est indexé sur la valeur du point d'indice de la pension militaire d'invalidité (15,05 euros au 1er janvier 2022). La retraite du combattant représente 52 fois ce point d'indice. Elle est versée par moitié, semestriellement, aux titulaires âgés de plus de 65 ans (60 ans sous conditions). Elle donne droit également à une demi-part fiscale supplémentaire (non cumulable) au titre de l’impôt sur le revenu pour les titulaires de la carte du combattant âgés de plus de 74 ans, à la possibilité de se constituer une retraite mutualiste du combattant (RMC) majorée et revalorisée par l’État, à l'accès aux services sociaux de l'office national des anciens combattants et victimes de guerre et au droit au drapeau tricolore sur le cercueil lors des obsèques de l'ancien combattant. La carte du combattant donne également le droit au port de la croix du combattant. La carte du combattant constitue l'un des critères préalables à l'obtention de la croix du combattant volontaire.

#### Évolution du nombre de titulaires de la carte du combattant
En 2012, on dénombrait en France 1 237 694 bénéficiaires de la retraite du combattant, contre 1 008 206 estimés pour 2017, soit une évolution tendancielle de - 18,54 % en seulement cinq ans. Compte tenu de l'âge moyen des détenteurs de la carte du combattant et de l'érosion naturelle de cette population, l’État tente désormais d'assurer l'existence d'un contingent représentatif d'anciens combattants au sein de la société, animé par la volonté de disposer de suffisamment de ressortissants de l'ONACVG à même d'entretenir le devoir de mémoire dans les décennies à venir. C'est ainsi que la quatrième génération du feu (celle des vétérans des Opérations extérieures, ou Opex) s'est vue appliquée dans la loi de finances pour 2015 un alignement des critères d'attribution de la carte du combattant sur ceux des anciens combattants de la guerre d'Algérie : soit 120 jours de présence sur un théâtre d'opération ou 9 actions individuelles ou collectives de combat ou de feu qui constituaient la règle applicable antérieurement pour qu'un soldat ayant participé à une ou des Opex puisse obtenir ce titre. À terme, cette mesure effective au 1er octobre 2015 devrait profiter au total à environ 150 000 personnes, sachant que 25 000 de ces nouvelles cartes avaient été attribuées entre son entrée en vigueur et l'élaboration du projet de loi de finances 2017, et que ce nombre a été actualisé à 40 000 cartes attribuées par madame Geneviève Darrieussecq, secrétaire d'État auprès de la ministre des armées, devant la commission de la défense et des forces armées lors de l'élaboration du projet de loi de finances 2018.
Plus récemment, la sénatrice Jocelyne Guidez pointe dans un récent rapport en date du 16 février 2022 une décroissance rapide de la population des anciens combattants français dans les années à venir : 
« Le nombre d'anciens combattants peut être approché en additionnant le nombre de bénéficiaires de la retraite du combattant et le nombre de titulaires de la carte du combattant qui ne remplissent pas encore la condition d'âge pour bénéficier de cette prestation. Ce nombre est aujourd'hui légèrement supérieur à 1 million. Il est toutefois en baisse continue, le nombre annuel de décès (de l'ordre de 50 000) dépassant largement le nombre de nouvelles attributions (environ 15 000). En outre, selon la directrice générale de l'ONACVG, le nombre de personnes éligibles n'ayant pas formulé de demande de carte du combattant serait de l'ordre de 30 000.
La population des anciens combattants est aujourd'hui pour l'essentiel composée d'anciens de la guerre d'Algérie, dont les plus jeunes approchent de l'âge de 80 ans. Si la France continue de participer à de nombreuses opérations extérieures, a fortiori depuis le début des années 1990 (guerre du Golfe, conflits d'ex-Yougoslavie) et surtout depuis les années 2000 (Afghanistan, engagements en Afrique), le nombre de militaires déployés est largement inférieur à ce qu'il était au cours des grands conflits du XXe siècle. Ainsi, alors que près de 1,7 million de cartes du combattant ont été attribuées au titre de la guerre d'Algérie, environ 200 000 l'ont été au titre d'opérations extérieures menées depuis lors.
La population des anciens combattants est aujourd'hui pour l'essentiel composée d'anciens de la guerre d'Algérie, dont les plus jeunes approchent de l'âge de 80 ans. Si la France continue de participer à de nombreuses opérations extérieures, a fortiori depuis le début des années 1990 (guerre du Golfe, conflits d'ex-Yougoslavie) et surtout depuis les années 2000 (Afghanistan, engagements en Afrique), le nombre de militaires déployés est largement inférieur à ce qu'il était au cours des grands conflits du XXe siècle. Ainsi, alors que près de 1,7 million de cartes du combattant ont été attribuées au titre de la guerre d'Algérie, environ 200 000 l'ont été au titre d'opérations extérieures menées depuis lors.
La population des anciens combattants est aujourd'hui pour l'essentiel composée d'anciens de la guerre d'Algérie, dont les plus jeunes approchent de l'âge de 80 ans. Si la France continue de participer à de nombreuses opérations extérieures, a fortiori depuis le début des années 1990 (guerre du Golfe, conflits d'ex-Yougoslavie) et surtout depuis les années 2000 (Afghanistan, engagements en Afrique), le nombre de militaires déployés est largement inférieur à ce qu'il était au cours des grands conflits du XXe siècle. Ainsi, alors que près de 1,7 million de cartes du combattant ont été attribuées au titre de la guerre d'Algérie, environ 200 000 l'ont été au titre d'opérations extérieures menées depuis lors.
Par conséquent, le nombre d'anciens combattants est appelé à décroître de manière massive et rapide au cours des prochaines années à mesure que s'éteindra la génération des anciens combattants d'Algérie. »
Plus généralement, Jocelyne Guidez observe une évolution sociologique spécifique de cette polpulation du fait de la montée de ce que l'on appelle la « quatrième génération du feu » : 
« La forte décroissance de la population des anciens combattants s'accompagnera d'une profonde évolution de sa composition. D'ici quelques années, cette population sera nettement plus jeune, pourrait comprendre davantage d'actifs que de retraités et comptera nettement moins d'invalides de guerre. Elle commence également à se féminiser.
En outre, les anciens appelés des conflits mondiaux et de la guerre d'Algérie, mobilisés parfois contre leur gré, n'ont pas nécessairement le même rapport à leur service sous les drapeaux que les soldats de métier de l'armée professionnelle d'aujourd'hui. Enfin, le sentiment d'appartenance qu'éprouvent souvent les anciens combattants découle en partie de la relative unité de temps, de lieu et d'action qui caractérisaient les grands conflits du XXe siècle. À l'inverse, ce qu'on appelle parfois la « quatrième génération du feu » est constituée de personnes d'âges divers, qui ont participé à des opérations potentiellement très différentes les unes des autres. »

### Carte du combattant volontaire de la Résistance
La carte du combattant volontaire de la Résistance a été créée en 1949. Elle donne droit au port de la Croix du combattant volontaire de la Résistance.
La carte du combattant volontaire de la Résistance est accordée par un service départemental de l'ONAC à tout ancien résistant qui justifie de 90 jours de service, antérieurs au 6 juin 1944, dans une formation reconnue et homologuée de la Résistance intérieure française. Par la loi du 4 janvier 1993, le nombre de 90 jours nécessaires a été ramené à 80 jours effectués avant le 6 juin 1944.
« Cette carte est susceptible d'être attribuée aux personnes qui, dans une zone occupée par l'ennemi, justifient de services homologués pendant trois mois au moins avant le 6 juin 1944 dans l'une des organisations de la résistance suivantes (forces françaises de l'intérieur FFI, forces françaises combattantes FFC, résistance intérieure française RIF). Les personnes qui se sont mises avant le 6 juin 1944 à la disposition d'une formation de la Résistance à qui a été attribuée la qualité d'unité combattante et qui ont combattu pendant trois mois peuvent également bénéficier de la carte de combattant volontaire de la résistance ».
Le statut de combattant volontaire de la résistance a fait l'objet de levées successives des forclusions initialement mises en place pour l'obtenir, notamment à partir du décret du 6 août 1975.
Il est a noter que, à la différence des croix de guerre, de la croix de guerre des théâtres d'opérations extérieures, de la croix de la valeur militaire, de la croix du combattant volontaire, de la médaille de la Résistance et de la médaille des évadés, la croix du combattant de la Résistance ne constitue pas un titre de guerre, comme précisé au Journal officiel du Sénat le 18 novembre 1993 (page 2204) dans une réponse du ministère de la Défense à une question de Pierre Mauroy : 
« (...) la décoration qui leur est attribuée par le ministère des anciens combattants et victimes de guerre au vu de simples témoignages ne peut constituer un titre de guerre que sont ou des citations récompensant des actions d'éclat caractérisées, ou des blessures de guerre, ou la croix du combattant volontaire attribuée à la suite d'un engagement dans une unité définie comme combattante. »